# Districtul Uherské Hradiště
Districtul Uherské Hradiště (în cehă Okres Uherské Hradiště) este unul din cele patru districte (okres) ale regiunii Zlín (Zlínský kraj) din Republica Cehă. Capitala sa este orașul omonim, Uherské Hradiště.

## Lista completă a comunelor
Cu litere îngroșate sunt marcate localitățile urbane:
Babice • Bánov • Bílovice • Bojkovice • Boršice u Blatnice • Boršice • Břestek • Březolupy • Březová • Buchlovice • Bystřice pod Lopeníkem • Částkov • Dolní Němčí • Drslavice • Hluk • Horní Němčí • Hostějov • Hostětín • Hradčovice • Huštěnovice • Jalubí • Jankovice • Kněžpole • Komňa • Korytná • Kostelany nad Moravou • Košíky • Kudlovice • Kunovice • Lopeník • Medlovice • Mistřice • Modrá • Nedachlebice • Nedakonice • Nezdenice • Nivnice • Ořechov • Ostrožská Lhota • Ostrožská Nová Ves • Osvětimany • Pašovice • Pitín • Podolí • Polešovice • Popovice • Prakšice • Rudice • Salaš • Slavkov • Staré Hutě • Staré Město • Starý Hrozenkov • Strání • Stříbrnice • Stupava • Suchá Loz • Sušice • Svárov • Šumice • Topolná • Traplice • Tučapy • Tupesy • Uherské Hradiště • Uherský Brod • Uherský Ostroh • Újezdec • Vápenice • Vážany • Velehrad • Veletiny • Vlčnov • Vyškovec • Záhorovice • Zlámanec • Zlechov • Žítková

## Demografie

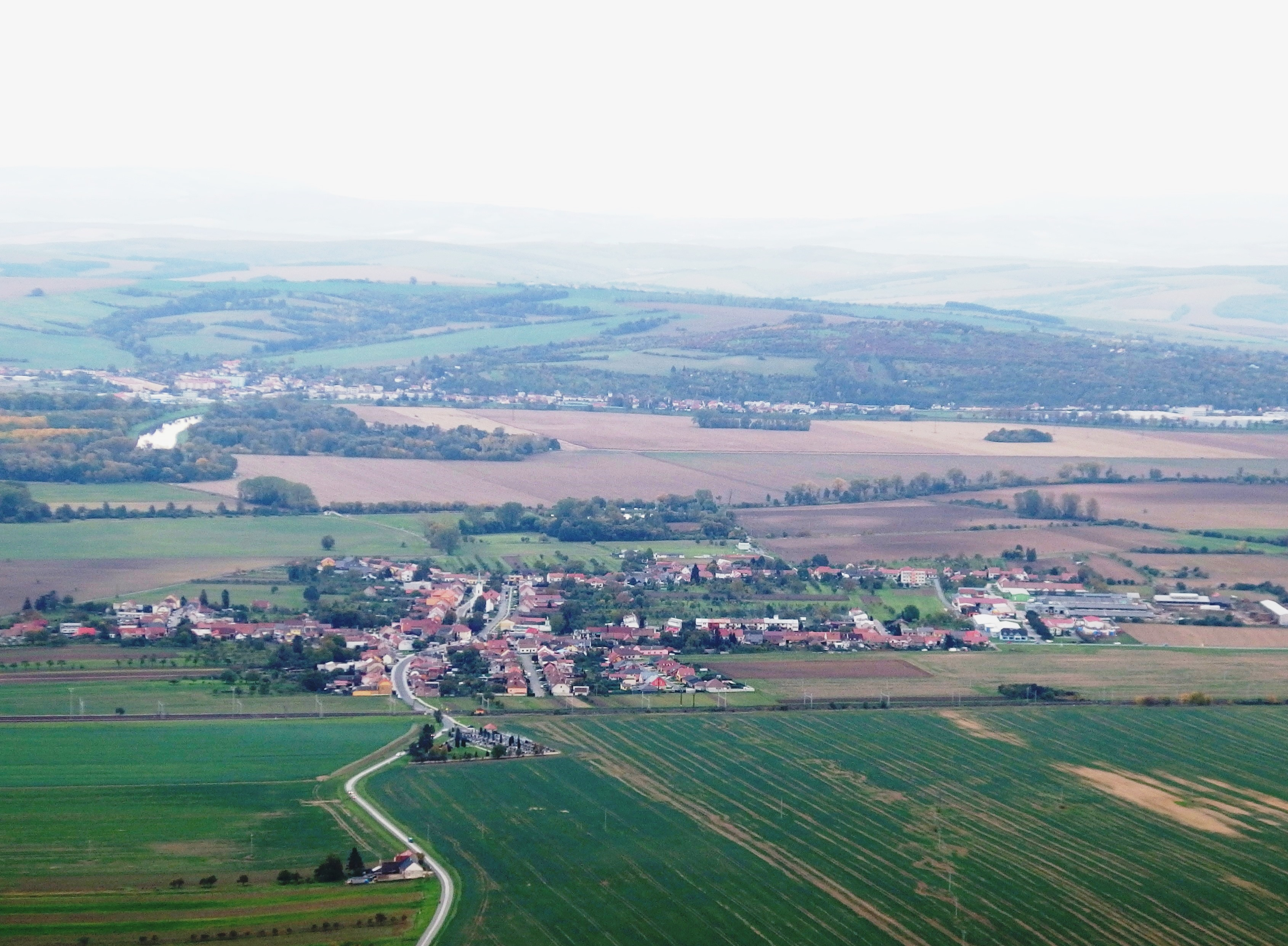
Huštěnovice

| Nume               | Populație | Suprafață (km2) |
| ------------------ | --------- | --------------- |
| Uherské Hradiště   | 24.933    | 21              |
| Uherský Brod       | 16.444    | 52              |
| Staré Město        | 6.625     | 21              |
| Kunovice           | 5.650     | 29              |
| Bojkovice          | 4.403     | 42              |
| Hluk               | 4.289     | 28              |
| Uherský Ostroh     | 4.277     | 27              |
| Ostrožská Nová Ves | 3.414     | 26              |
| Nivnice            | 3.373     | 25              |
| Strání             | 3.365     | 40              |